# Gwithian
Gwithian är en by i civil parish Gwinear-Gwithian, i distriktet Cornwall, i grevskapet Cornwall i England. Byn är belägen 15 km från Penzance. Gwithian var en civil parish fram till 1934 när blev den en del av Gwinear Gwithian. Civil parish hade 634 invånare år 1931.